# ONE 166
ONE 166: Qatar fue un evento de deportes de combate producido por ONE Championship llevado a cabo el 1 de marzo de 2024, en el Lusail Sports Arena en Lusail, Catar.

## Historia
Este evento marcó el debut de la promoción en Catar. También fue el regreso a Medio Oriente luego de ONE FC: Reign of Champions en agosto de 2014 en Dubái, Emiratos Árabes Unidos.
Una pelea por el Campeonato Mundial de Peso Mediano de ONE entre el campeón Reinier de Ridder (además de ex-Campeón Mundial de Peso Semipesado de ONE) y el actual Campeón Mundial de Peso Pesado y Semipesado de ONE Anatoly Malykhin encabezó el evento. El par se enfrentó previamente en ONE on Prime Video 5 en una pelea de peso semipesado, donde Malykhin ganó la pelea y el título por KO en el primer asalto.
Una pelea de unificación por el Campeonato Mundial de Peso Pluma de ONE entre el actual campeón Tang Kai y ex-campeón y campeón interino Thanh Le se llevó a cabo en el evento. El par se enfrentó previamente en ONE 160, donde Tang ganó la pelea y el título por decisión unánime. El par estaba previamente programado para enfrentarse en ONE Fight Night 12, pero Tang se retiró de la pelea por una lesión de rodilla.
Una pelea por el Campeonato Mundial de Peso Átomo Femenino de ONE entre la actual campeona Stamp Fairtex (además de ganadora del Grand Prix de Peso Átomo Femenino de ONE, ex-Campeona Mundial de Kickboxing de Peso Átomo de ONE y ex-Campeona Mundial de Muay Thai de Peso Átomo Femenino de ONE) y Denice Zamboanga estaba programada para llevarse a cabo en el evento. Sin embargo, la pelea fue pospuesta por razones no reveladas.
Una revancha por el Campeonato Mundial de Peso Paja de ONE entre el actual campeón Jarred Brooks y el dos veces campeón Joshua Pacio se llevó a cabo en el evento. El par se enfrentó previamente en ONE 164 donde Brooks ganó el título por decisión unánime.
Una pelea por el Campeonato Mundial de Submission Grappling de Peso Wélter de ONE entre el actual campeón Tye Ruotolo y Izaak Michell estaba programada para llevarse a cabo en el evento. Sin embargo, la pelea fue pospuesta por razones no reveladas.
El ex-Campeón Mundial de Muay Thai de Peso Gallo de ONE Nong-O Hama estaba programado para enfrentar a Vladimir Kuzmin en una pelea de Muay Thai de peso gallo. Sin embargo, Nong-O fue removido de la pelea por razones no reveladas y fue reemplazado por el debutante Zafer Sayik en un peso pactado de 147.75 libras.

## Resultados
1. ↑  Por el Campeonato Mundial de Peso Mediano de ONE.
2. ↑  Por el Campeonato Mundial Indiscutido de Peso Pluma de ONE.
3. ↑  Por el Campeonato Mundial de Peso Paja de ONE.
4. ↑   La pelea terminó por descalificación luego de que el réferi le diera a Bhullar una terjeta roja por inactividad.
5. ↑   Saldoev no dio el peso (137.75 lbs).
.

## Bonificaciones
Los siguientes peleadores recibieron bonos de $50.000.
- Actuación de la Noche: Anatoliy Malykhin y Tang Kai